# Eucalyptus raveretiana
Eucalyptus raveretiana ist eine Pflanzenart innerhalb der Familie der Myrtengewächse (Myrtaceae). Sie kommt an der Ostküste von Queensland vor und wird dort „Iron Gum Tree“, „Thozet’s Box“ oder „Black Ironbox“ genannt.

## Beschreibung

### Erscheinungsbild und Blatt

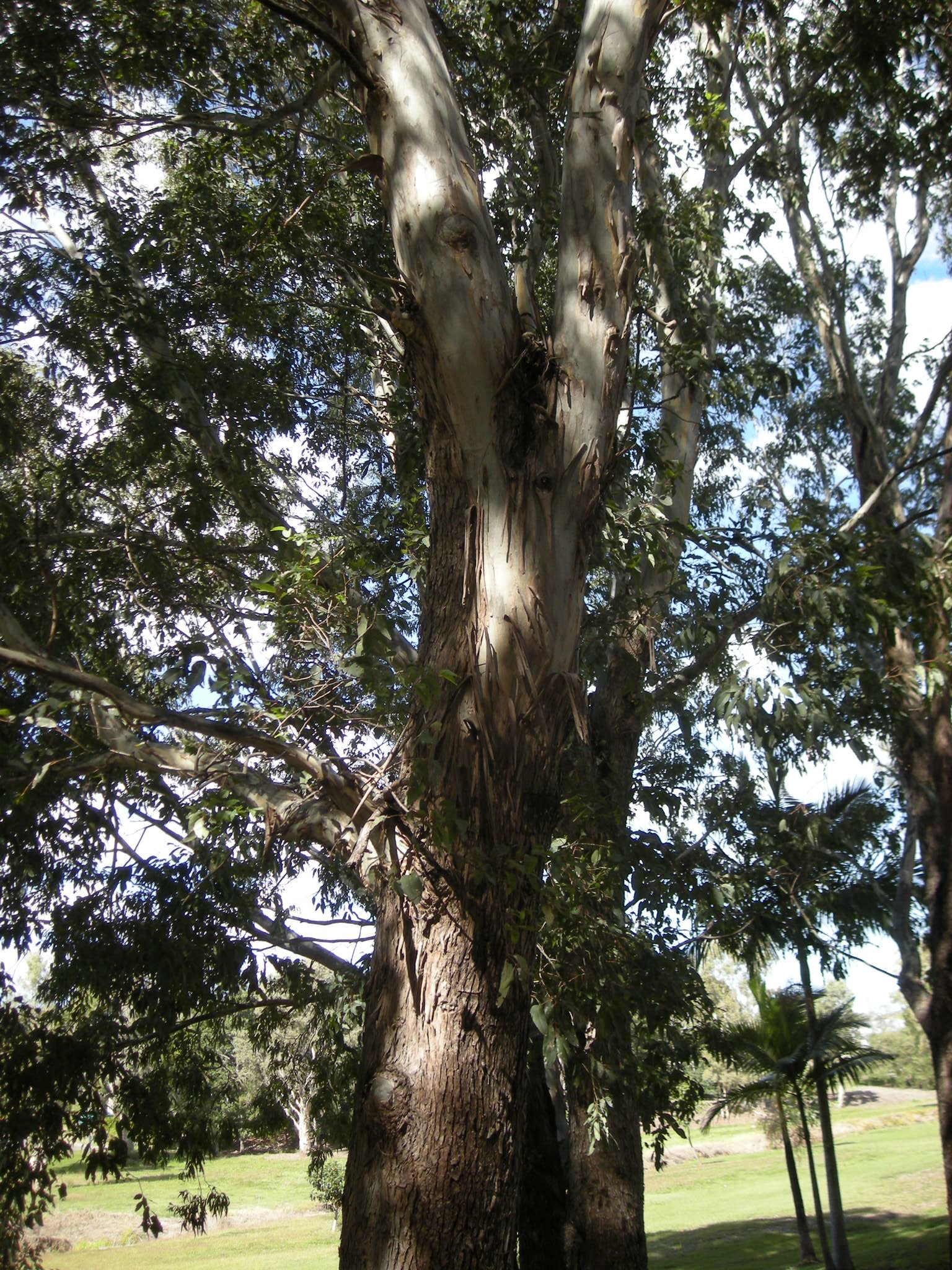
Stamm und Borke

Eucalyptus raveretiana wächst als Baum, der Wuchshöhen von 12 bis 20 Meter, selten bis über 30 Meter, erreicht. Die Borke verbleibt am gesamten Stamm und den größeren Ästen oder auch an kleineren Ästen und ist grau oder grau-braun und kurzfasrig. Die Rinde der oberen Zweige ist bläulich bis grau. Öldrüsen gibt es sowohl im Mark als auch in der Borke. Der Stammdurchmesser erreicht über 1 Meter, selten bis über 2 Meter.
Bei Eucalyptus raveretiana liegt Heterophyllie vor. Die Laubblätter sind meistens in Blattstiel und -spreite gegliedert. Die Blattstiele sind schmal abgeflacht oder kanalförmig. An jungen Exemplaren ist die Blattspreite bei einer Länge von 5 bis 10 cm und einer Breite von 2,5 bis 5 cm breit eiförmig. An mittelalten Exemplaren ist die matt grau-grüne Blattspreite bei einer Länge von 6,2 bis 7,5 cm und einer Breite von 3,2 bis 4,5 cm eiförmig oder lanzettlich, sichelförmig gebogen und ganzrandig. Sie können auch sitzend sein. Die auf Ober- und Unterseite unterschiedlich matt grün gefärbte Blattspreite an erwachsenen Exemplaren ist bei einer Länge von 3,8 bis 6,4 cm und einer Breite von 2,5 bis 4 cm lanzettlich, relativ dünn, gerade, verjüngt sich zur Spreitenbasis hin oder ist dort gerundet und besitzt ein spitzes oder stumpfes oberes Ende. Die kaum sichtbaren Seitennerven gehen in einem spitzen oder stumpfen Winkel vom Mittelnerv ab.

### Blütenstand und Blüte
Endständig an einem 5 bis 10 mm langen im Querschnitt stielrunden Blütenstandsschaft stehen in einem einfachen Blütenstand etwa drei bis sieben Blüten zusammen. Die Blütenstiele sind bis zu 5 mm lang. Die nicht blaugrün bemehlten oder bereiften Blütenknospen sind bei einer Länge von 3 bis 4 mm und einem Durchmesser von 1 bis 1,5 mm ei- oder spindelförmig. Die Kelchblätter sind auf vier Zähne auf dem Blütenbecher (Hypanthium) reduziert. Die glatte Calyptra ist halbkugelig oder konisch, zwei- bis dreimal so lang wie der glatte Blütenbecher und ebenso breit wie dieser. Die Blüten sind weiß oder cremeweiß.

### Frucht und Samen
Die gestielte, kleine Frucht ist bei einer Länge und einem Durchmesser von je 1 bis 2 mm flach halbkugelig und drei- bis vierfächrig. Der Diskus ist eingedrückt, die Fruchtfächer stehen deutlich heraus. Die Samen sind ellipsoid und braun. Das Hilum befindet sich in der Mitte.

## Vorkommen und Gefährdung
Eucalyptus raveretiana kommt an der Ostküste von Queensland, von Gladstone im Süden bis Charters Towers im Norden, vor.
Eucalyptus raveretiana wächst auf mäßig fruchtbaren, leichten Lehmböden mit ausreichender Feuchte, wie sie üblicherweise in Flusstälern oder am Rande von tropischen Regenwäldern vorkommen.
Eucalyptus raveretiana wurde 1997 in der Roten Liste der IUCN als „vulnerable“ = „mäßig gefährdet“ bewertet. Über die aktuelle Gefährdung liegen keine Informationen vor.

## Taxonomie
Die Erstbeschreibung von Eucalyptus raveretiana erfolgte 1877 durch Ferdinand von Mueller in Fragmenta Phytographiae Australiae, Volume 10 (86), S. 99. Das Typusmaterial weist die Beschriftung „In vallibus udis silvaticis et secus ripas umbrosas Australiae orientalis capricornicae; O’Shanesy.“ auf. Das Artepitheton raveretiana erhielt die Art zu Ehren des französischen Botanikers M. C. Raveret-Wattel (1838–1916), der zur Einführung der Eukalypten in Mitteleuropa beitrug. Ein Synonym für Eucalyptus raveretiana F.Muell. ist Eucalyptus raveretiana F.Muell. var. raveretiana.

## Nutzung
Das Kernholz von Eucalyptus raveretiana ist dunkel braun-schwarz, sehr hart und strapazierfähig und besitzt ein spezifisches Gewicht von 1090 km/m³. Das Holz wurde früher für Eisenbahnschwellen verwendet und dient heute zur Herstellung schwerer Konstruktionen und Zäune.